# Хакфорд, Антуан
Антуан Хакфорд (англ. Antwoine Hackford; родился 20 марта 2004, Лондон) — английский футболист, нападающий клуба «Шеффилд Юнайтед».

## Клубная карьера
Воспитанник футбольной академии «Шеффилд Юнайтед». Перед началом сезона 2020/21 начал тренироваться с основной командой. В октябре 2020 года был включён в список «20 лучших талантов английской Премьер-лиги» по версии газеты The Guardian.
2 января 2021 года дебютировал в основном составе «Шеффилд Юнайтед», выйдя на замену в матче Премьер-лиги против «Кристал Пэлас». В возрасте 16 лет и 288 дней он стал третьим в списке самых молодых игроков в истории английской Премьер-лиги.

## Карьера в сборной
Выступал за сборные Англии до 15 и до 16 лет.